# تریسی براکستون
تریسی رنه برکستون (زاده ۲ آوریل ۱۹۷۱ – درگذشته ۱۲ مارس ۲۰۲۲) خواننده آمریکایی، شخصیت تلویزیونی واقعیت و شخصیت رادیویی بود.
برکستون در سورن، مریلند به عنوان فرزند سوم والدینش به دنیا آمد. پدرش، مایکل کنراد براکستون پدر، یک روحانی متدیست و کارگر شرکت برق بود، و مادرش، الین جکسون، اهل کارولینای جنوبی، خواننده سابق اپرا و متخصص زیبایی و همچنین کشیش بود. پدربزرگ مادری براکستون نیز کشیش بود. برکستون یک برادر بزرگتر به نام مایکل جونیور (متولد ۱۹۶۸) و چهار خواهر به نام‌های تونی (متولد ۱۹۶۷)، توواندا (متولد ۱۹۷۳)، ترینا (متولد ۱۹۷۴) و تامار (متولد ۱۹۷۷) دارد. برکستون و خواهران و برادرانش در یک خانواده مذهبی بزرگ شدند، و اولین تجربه اجرای برکستون آواز خواندن در گروه کر کلیسای او بود.

### تک آهنگها
| سال  | ترانه                                          | آلبوم         |  |  |  |
| ---- | ---------------------------------------------- | ------------- |  |  |  |
| سال  | ترانه                                          | آلبوم         |  |  |  |
| ۲۰۱۴ | "تماس اخر"                                     | تصادف و سوختن |  |  |  |
| ۲۰۱۵ | "زمان کامل"                                    | تصادف و سوختن |  |  |  |
| ۲۰۱۷ | "مهتاب" (کوکای با حضور تریسی براکستون)         | -             |  |  |  |
| ۲۰۱۸ | "چیزهای شکسته" (با حضور تونی، توواندا و ترینا) | روی زمین      |  |  |  |
| ۲۰۱۸ | "خط زندگی"                                     | روی زمین      |  |  |  |